# Gabriel Marie Jean Merveilleux du Vignaux
Gabriel Marie Jean Merveilleux du Vignaux, né à Larcan le 16 octobre 1897, mort à Saint-Lô le 26 avril 1964, est un contre amiral français.

## Biographie
Il est le fils de Jean Marie Benjamin Merveilleux du Vignaux et entre à l'École navale en 1915 et en sort enseigne de vaisseau en avril 1917. Il suit ensuite les cours de l'École de perfectionnement des enseignes de vaisseau à Brest, embarquant à bord du Jean Bart puis sur le torpilleur Tirailleur. Lieutenant de vaisseau en 1923, il devient aide de camp de l'amiral Exelmans l'année suivante. Il est attaché au 1er bureau de l'État-major général en 1931 et devient élève de l'École de guerre navale.
Promu capitaine de corvette en 1934 et chef du 3e bureau de l'État-major à Toulon, il passe au 2e bureau de l'État-major général en 1938 et capitaine de frégate en 1939, et chargé du Service exploitation des renseignements à l'amirauté.
Il est second du croiseur Marseillaise à Toulon en 1940, puis commandant du contre-torpilleur Le Malin en 1941. Il prend part aux combats de Casablanca contre les Alliés et est nommé à l'État-major du préfet maritime d'Alger en 1942.
Capitaine de vaisseau en 1943 et premier sous-chef d'État-major, il commande le cuirassé Richelieu en 1944, s'illustre lors des opérations en Mer du Nord avec la Home Fleet et part servir contre les Japonais dans l'océan Indien. Il participe aux bombardements de Sabang, des îles Nicobar et à l'attaque de Surabaya. Il assure la protection du retour des premiers Français après la défaite du Japon.
Le 12 septembre 1945, il accompagne l'amiral Mountbatten et le général Leclerc pour recevoir la capitulation japonaise à Singapour.
Promu contre-amiral en décembre 1945, il devient président de la Commission des ouvrages de Côte ex-allemandes et commandant de la marine à Oran en 1946.
Après avoir quitté le service actif en 1949, il devient président de la Fédération des anciens marins et marins anciens combattants. Il meurt à Saint-Lô le 26 avril 1964.

## Distinctions
- Grand officier de la Légion d'honneur (31 décembre 1962)[4]

- Croix de guerre 1939–1945

### Citation
Citation à l'ordre de l'Armée de mer le 15 décembre 1942 :
« Le capitaine de frégate Merveilleux du Vignaux, commandant le contre-torpilleur "Le Malin" a su galvaniser son équipage sous les bombardements au cours des attaques de Casablanca les 8,9 et 10 novembre 1942 »